# Municipio de Christiania (Minnesota)
El municipio de Christiania (en inglés: Christiania Township) es un municipio ubicado en el condado de Jackson en el estado estadounidense de Minnesota. En el año 2010 tenía una población de 249 habitantes y una densidad poblacional de 2,65 personas por km².

## Geografía
El municipio de Christiania se encuentra ubicado en las coordenadas 43°48′7″N 95°2′45″O / 43.80194, -95.04583. Según la Oficina del Censo de los Estados Unidos, el municipio tiene una superficie total de 93.81 km², de la cual 92,25 km² corresponden a tierra firme y (1,66 %) 1,56 km² es agua.

## Demografía
Según el censo de 2010, había 249 personas residiendo en el municipio de Christiania. La densidad de población era de 2,65 hab./km². De los 249 habitantes, el municipio de Christiania estaba compuesto por el 97,19 % blancos, el 20 % eran afroamericanos, el 0,4 % eran asiáticos, el 1,61 % eran de otras razas y el 0,8 % eran de una mezcla de razas. Del total de la población el 0,4 % eran hispanos o latinos de cualquier raza.